# 一般ガス事業者
一般ガス事業者（いっぱんガスじぎょうしゃ）とは、2017年（平成29年）3月までのガス事業法（昭和29年法律第51号）に基づき一般の需要に応じ導管によりガスを供給する事業（同法第2条第3項に規定するガス発生設備においてガスを発生させ、導管によりこれを供給するもの、つまり簡易ガス事業者を除く。いわゆる都市ガス）を営む者を指す。
ガス事業法の改正により、「一般ガス事業者」という類型は2017年（平成29年）4月1日に廃止され、ガス小売事業者、一般ガス導管事業者、ガス製造事業者の3類型に移行した（改正法附則の規定 により、従来の一般ガス事業者は、ガス小売事業の登録を受け、一般ガス導管事業の許可を受け、ガス製造事業の届出をしたものとみなされた。すなわち、従来の一般ガス事業者は「ガス小売事業者」かつ「一般ガス導管事業者」かつ「ガス製造事業者」となった）。
以下は2017年（平成29年）4月1日に廃止された時点の情報を記載する。
ほぼすべてが公企業（地方公営企業）で行われている水道事業とは異なり、都市ガス供給事業者はほとんどが私企業であるが、仙台市のように自治体が直接運営する公企業（地方公営企業）の形をとるところもある。また、私企業であっても八戸ガスや四国ガスなどのように都道府県や地方自治体（市・町・村）が出資する企業、栄ガス消費生活協同組合のように生活協同組合の形態を取る企業もある。

## 主な一般ガス事業者（2017年3月時点）
東京ガス、東邦ガス、大阪ガス、西部ガスの4社が会社規模・供給範囲で大手とされ、総じて「四大事業者」と称する。この4社が一般社団法人日本ガス協会の役員に選ばれている。また、北海道ガス 、仙台市ガス局、北陸ガス、静岡ガスが、準大手とされる。
以下の事業者は、日本全国各地方に一局ずつ設置されている経済産業局（経済産業省の地方支分部局）ごとに列記する。

### 北海道（北海道経済産業局）
- 北海道ガス（北ガス） - 東京ガスと提携
- 旭川ガス
- 釧路ガス
- 室蘭ガス
- 苫小牧ガス
- 帯広ガス
- 岩見沢ガス
- 長万部町水道ガス課

### 東北（東北経済産業局）
- 青森ガス
- 五所川原ガス
- 弘前ガス
- 八戸ガス
- 塩釜ガス
- 東部ガス
- のしろエネルギーサービス
- 男鹿市企業局
- 由利本荘市企業局[注 1]
- 盛岡ガス
- 一関ガス
- 水沢ガス
- 釜石ガス
- 仙台市ガス局 - 2022年度に民営化を予定。
- 気仙沼市ガス水道部
- 山形ガス
- 庄内町企業課
- 酒田天然ガス
- 常磐共同ガス - サイサン（埼玉県の工業ガス会社）系
- 東北ガス - カメイ系
- いわきガス
- 若松ガス

### 関東・甲信越・静岡県 （関東経済産業局）
- 鬼怒川ガス
- 伊勢崎ガス
- 桐生ガス
- 栃木ガス
- 北日本ガス - ニチガス系
- 東彩ガス - ニチガス系、旧・東武グループ系
- 幸手都市ガス
- 東部液化石油
- 鷲宮ガス
- 埼玉ガス
- 入間ガス
- 西武ガス
- 伊奈都市ガス - 2007年に都市ガス事業新規参入
- 堀川産業 - 2015年9月に都市ガス事業新規参入
- フジオックス - 2017年5月に都市ガス事業新規参入
- 大東ガス
- 大多喜ガス - 関東天然ガス開発系
- 京葉ガス - 南悠商社系
- 東日本ガス - ニチガス系
- 京和ガス
- 総武ガス
- 銚子ガス
- 角栄ガス
- 房州ガス
- 習志野市企業局
- 大網白里市ガス事業課
- 東金市建設経済部ガス課
- 九十九里町ガス課
- 白子町ガス事業所
- 長南町事業課ガス事業室
- 日本瓦斯（ニチガス） - 2005年に都市ガス事業新規参入
- 武州ガス
- 東京ガス - 日本四大都市ガスの一つ　傘下に旧・千葉ガスを保有
- 東京ガス山梨（旧・・東京ガス山梨支社）
- 昭島ガス
- 青梅ガス
- 武陽ガス
- 厚木ガス
- 秦野ガス
- 小田原ガス
- 湯河原ガス
- 北陸ガス - 敦井産業系
- 佐渡ガス - 静岡ガス系
- 栄ガス消費生活協同組合
- 魚沼市ガス水道局
- 小千谷市ガス水道局
- 上越市ガス水道局
- 妙高グリーンエナジー
- 白根ガス
- 越後天然ガス
- 蒲原ガス - 敦井産業系（北陸ガス系）
- 糸魚川市ガス水道局
- 新発田ガス
- 長野都市ガス - 長野県企業局のガス事業を譲受して発足、後に東京ガス長野支社を統合。
- 松本ガス
- 諏訪ガス
- 信州ガス
- 上田ガス
- エナキス  (旧・・長野プロパンガス） - 2019年5月に新規参入
- 静岡ガス - ガス販売量は東京ガス、大阪ガス、東邦ガスに次ぐ全国4位。
- 御殿場ガス - 静岡ガス系
- 下田ガス - 静岡ガス系
- 中遠ガス - 静岡ガス系
- 島田ガス - 静岡ガス系[2]
- 袋井ガス - 静岡ガス系
- 東海ガス - ザ・トーカイ系、秋田県にかほ市の都市ガス事業も継承。

### 東海・北陸（中部経済産業局）
- 東邦ガス - 日本四大都市ガスの一つ。旧・岡崎瓦斯、旧・合同瓦斯（三重県地盤）、旧・岐阜瓦斯（岐阜県地盤）の傘下各社を吸収合併。
- 犬山ガス
- 津島ガス
- サーラエナジー
- 大垣ガス
- 日本海ガス
- 金沢市企業局 - 2022年度に民営化を予定。
- 小松ガス
- 上野ガス
- 名張近鉄ガス

### 近畿（近畿経済産業局）
- 福井都市ガス - 関西電力系、福井市企業局（現・福井市上下水道局）の都市ガス事業を継承。
- 越前エネライン - 関西電力系、越前市（旧・武生市）営ガス事業を譲受。
- 敦賀ガス
- 大津市企業局 - 日本で初めてコンセッション方式により民営化。小売部門はびわ湖ブルーエナジーに継承、施設管理などは継続。
- 甲賀協同ガス - 2006年都市ガス事業新規参入
- 大阪ガス - 日本四大都市ガスの一つ
- 大和ガス
- 福知山都市ガス
- 河内長野ガス
- 株式会社大武（ふかみ都市ガス）
- 豊岡エネルギー - かつての大阪ガス豊岡支社。後に旧・城崎町（現・豊岡市）のガス事業を譲受。
- 伊丹産業 - 兵庫県西脇市で都市ガス事業、有馬温泉（神戸市北区）で大口都市ガス事業を展開
- 篠山都市ガス
- 丹後ガス
- 洲本ガス

### 中国（中国経済産業局）
- 鳥取ガス
- 浜田ガス
- 出雲ガス
- 松江市ガス局
- 米子ガス
- 岡山ガス
- 津山ガス
- 水島ガス
- 広島ガス - 広島電鉄は同根。岩谷産業が筆頭株主
- 福山ガス
- 因の島ガス
- 山口合同ガス

### 四国（四国経済産業局）
- 四国ガス

### 九州（九州経済産業局）･沖縄（沖縄総合事務局経済産業部）
- 西部ガス - 日本四大都市ガスの一つ
- 高松ガス
- 筑紫ガス
- 久留米ガス - 西部ガスと地元金融機関の出資により設立。久留米市企業局のガス事業を譲受。
- 西日本ガス
- 大牟田ガス
- 直方ガス
- 飯塚ガス
- 佐賀ガス - 旧・佐賀市ガス局、obilグループ系
- 鳥栖ガス
- 唐津ガス
- 伊万里ガス
- 九州ガス
- 第一ガス
- 天草ガス
- 山鹿都市ガス
- エコア - 大分県中津市での伊藤忠エネクスの都市ガス事業を譲受。
- 大分ガス
- 宮崎ガス
- 阿久根ガス
- 南日本ガス
- 日本ガス
- 沖縄ガス